# Малки Антили
Малките Антили са островна група в Карибско море, част от територията на така наречената група острови Западни Индии.
Представлява дълга поредица от малки острови, най-известни от които са:
- Американски Вирджински острови
- Ангуила
- Антигуа
- Аруба
- Барбадос
- Барбуда
- Британски Вирджински острови
- Гваделупа
- Гренада
- Гренадини
- Доминика
- Маргарита
- Мартиника
- Монтсерат
- Невис
- Нидерландски Антили
- Редонда
- Сейнт Винсент
- Сейнт Кит (Сейнт Кристофър)
- Сейнт Лусия
- Синт Мартен (Сен Мартен)
- Тобаго
- Тортуга
- Тринидад